# Liste des gares de la Meuse
La liste des gares de la Meuse, est une liste des gares ferroviaires, haltes ou arrêts, situées dans le département de la Meuse, en région Grand-Est.

## Gares ferroviaires des lignes du réseau national
| Nom                            | Type de gare | Ligne(s) et PK                          | Date d'ouverture  | Date de fermeture voyageurs | Date de fermeture marchandises | Altitude | Code UIC    | Code TR3A | Coordonnées                 | Image | Remarques |
| ------------------------------ | ------------ | --------------------------------------- | ----------------- | --------------------------- | ------------------------------ | -------- | ----------- | --------- | --------------------------- | ----- | --- |
| Meuse TGV Voie Sacrée          | Gare TGV     | 005 : 213,572                           | 10 juin 2007      | Ouverte                     | Jamais ouverte                 | 276 m    | 87 147 32-2 | MGV       | 48° 58′ 43″ N, 5° 16′ 19″ E |       | |
| Luméville Chassey              | Gare         | 015 : 310,7                             | 1er juin 1892     | 1er juillet 1938            | 3 novembre 1969                | 364 m    | 87 175 89-3 |           | 48° 28′ 19″ N, 5° 24′ 55″ E |       | |
| Gondrecourt-le-Château         | Gare         | 015 : 319,479 027 : 34,989              | 15 novembre 1875  | 3 mars 1969                 | Ouverte                        | 306 m    | 87 175 41-4 | GON       | 48° 30′ 32″ N, 5° 30′ 27″ E |       | |
| Rosières-en-Blois              | Arrêt        | 015 : 327,3                             | 9 septembre 1894, | 15 mai 1938                 | Jamais ouverte                 | 326 m    |             |           | 48° 33′ 59″ N, 5° 32′ 48″ E |       | Rosières-en-Blois (PN) dans le Chaix de 1924. Rosières-en-Blois no 1 (P.N.) le 1er mars 1923. Figure dans le Chaix de 1904. Tarifs homologués en 1894. |
| Mauvages                       | Gare         | 015 : 331,3                             | 1er juin 1892     | 15 mai 1938                 | 17 mai 1953                    | 290 m    |             |           | 48° 35′ 44″ N, 5° 34′ 09″ E |       | |
| Sauvoy                         | Gare         | 015 : 336,5                             | 1er juin 1892     | 15 mai 1938                 | 17 mai 1953                    | 262 m    |             |           | 48° 38′ 18″ N, 5° 36′ 18″ E |       | |
| Void                           | Gare         | 015 : 341,8                             | 1er juin 1892     | 15 mai 1938                 | 1er octobre 1964               | 248 m    |             |           | 48° 40′ 58″ N, 5° 37′ 14″ E |       | |
| Saint-Martin Sorcy             | Halte        | 015 : 345,1                             | 1er juin 1892     | 15 mai 1938                 | Jamais ouverte                 | 239 m    |             |           | 48° 42′ 41″ N, 5° 38′ 17″ E |       | |
| Sorcy                          | Gare         | 015 : 348,1 070 : 302,222               | 19 juin 1852      | 18 décembre 1960 ?          | Ouverte                        | 241 m    | 87 175 28-1 | SCY       | 48° 43′ 03″ N, 5° 40′ 10″ E |       | Desservie a minima jusqu'au 17 décembre 1960, veille de l'électrification. Le Chaix correspondant indique que « les horaires de ce tableau seront notablement modifiés à partir du 18 décembre 1960, date à laquelle la traction des trains deviendra électrique entre Bar-le-Duc et Strasbourg sans discontinuité. » La gare a disparu des horaires en 1966. |
| Revigny                        | Gare         | 019 : 0,000 070 : 238,040 210 : 108,177 | 27 mai 1851       | Ouverte                     | Ouverte                        | 146 m    | 87 175 01-8 | REV       | 48° 49′ 27″ N, 4° 59′ 08″ E |       | |
| Mognéville                     | Gare         | 019 : 6,8                               | 15 mars 1885      | 5 mai 1938                  | 16 décembre 1973               | 146 m    | 87 175 30-7 |           | 48° 46′ 56″ N, 5° 00′ 03″ E |       | |
| Robert-Espagne                 | Gare         | 019 : 12,5                              | 15 mars 1885      | 5 mai 1938                  | 16 décembre 1973               | 183 m    | 87 175 31-5 |           | 48° 44′ 13″ N, 5° 02′ 08″ E |       | |
| Sommelonne Baudonvilliers      | Gare         | 019 : 19,5                              | 15 mars 1885      | 5 mai 1938                  | 29 septembre 1968              | 190 m    | 87 175 34-9 | EWN       | 48° 41′ 03″ N, 5° 01′ 28″ E |       | |
| Ancerville Guë                 | Gare         | 020 : 239,832                           | 17 juillet 1855   |                             |                                | 153 m    | 87 175 16-6 | ACE       | 48° 37′ 00″ N, 5° 00′ 37″ E |       | Indiquée ouverte dans le Chaix de l'été 1975 |
| Brixey-aux-Chanoines           | Arrêt        | 026 : 62,8                              | 1er janvier 1934  | 3 mars 1969                 | Jamais ouverte                 | 267 m    |             |           | 48° 28′ 18″ N, 5° 42′ 18″ E |       | Brixey-aux-Chan. no 1 (P.N.) |
| Sauvigny                       | Gare         | 026 : 66,044                            | 14 avril 1873     | 3 mars 1969                 | 1er décembre 1969              | 269 m    | 87 141 69-7 | ZVI       | 48° 29′ 51″ N, 5° 43′ 06″ E |       | |
| Traveron                       | Arrêt        | 026 : 68,2                              | 1er janvier 1934  | 3 mars 1969                 | Jamais ouverte                 | 266 m    |             |           | 48° 31′ 02″ N, 5° 43′ 20″ E |       | Sauvigny no 5 (P.N.) |
| Pagny-la-Blanche-Côte Montbras | Arrêt        | 026 : 69,2                              | 1894              | 3 mars 1969                 | Jamais ouverte                 | 263 m    | 87 148 11-4 | MJD       | 48° 31′ 26″ N, 5° 41′ 50″ E |       | Pagny-la-Bl.-Côte (P.N.) : annoncé comme P.N. dans le Chaix de 1904. Tarifs homologués pour l'arrêt de Montbras P.N. no 1 en 1894. |
| Taillancourt                   | Arrêt        | 026 : 71,4                              | 1er janvier 1934  | 3 mars 1969                 | Jamais ouverte                 | 264 m    | 87 148 12-2 | TAK       | 48° 31′ 41″ N, 5° 41′ 27″ E |       | Taillancourt no 1 (P.N.) |
| Maxey-sur-Vaise                | Gare         | 026 : 73,125                            | 14 avril 1873     | 3 mars 1969                 | 7 juillet 1992                 | 256 m    | 87 175 88-5 | MXV       | 48° 32′ 17″ N, 5° 40′ 21″ E |       | |
| Burey-en-Vaux                  | Arrêt        | 026 : 75,980                            | 21 octobre 1894   | 3 mars 1969                 | Jamais ouverte                 | 251 m    | 87 175 87-7 | BWD       | 48° 33′ 44″ N, 5° 40′ 19″ E |       | Burey-en-Vaux no 3 (P.N.) : annoncé comme P.N. dans le Chaix de 1904. Tarifs homologués en 1894. |
| Neuville-lès-Vaucouleurs       | Arrêt        | 026 : 78,153                            | 1er janvier 1934  | 3 mars 1969                 | Jamais ouverte                 | 256 m    | 87 175 86-9 | NLV       | 48° 34′ 34″ N, 5° 40′ 36″ E |       | Neuville-lès-Vauc. no 3 (P.N.) |
| Vaucouleurs                    | Gare         | 026 : 81,089                            | 1er février 1873  | 3 mars 1969                 | 7 juillet 1992                 | 248 m    | 87 175 85-1 | VCS       | 48° 36′ 28″ N, 5° 40′ 00″ E |       | |
| Ugny                           | Arrêt        | 026 : 85,664                            | 1er janvier 1934  | 3 mars 1969                 | Jamais ouverte                 | 253 m    | 87 175 84-4 |           | 48° 38′ 21″ N, 5° 42′ 02″ E | er    | Ugny no 3 (P.N.) |
| Saint-Germain-sur-Meuse        | Halte        | 026 : 87,959                            | 1er février 1873  | 3 mars 1969                 | Jamais ouverte                 | 253 m    | 87 175 83-6 | PWA       | 48° 39′ 04″ N, 5° 41′ 50″ E |       | Présence d'une ITE vers les carrières de pierre à chaux de Saint-Germain-sur-Meuse. |
| Pagny-sur-Meuse (arrêt)        | Arrêt        | 026 : 93,2                              | 1er janvier 1934  | 1939 ?                      | Jamais ouverte                 | 248 m    |             |           | 48° 41′ 03″ N, 5° 43′ 53″ E |       | Pagny-sur-M. no 3 (P.N.).Figure sur l'horaire de mai 1938 ; disparaît des horaires pendant la guerre (comme tous les arrêts créés à la même époque) mais ne réapparaît pas ensuite. |
| Pagny-sur-Meuse                | Gare         | 026 : 94,920 070 : 307,863              | 19 juin 1852      | Ouverte                     | Ouverte                        | 253 m    | 87 175 82-8 | PYM       | 48° 41′ 48″ N, 5° 44′ 02″ E |       | |
| Nançois Tronville              | Gare         | 027 : 0,000 070 : 264,967               | 15 novembre 1851  | Ouverte                     | Ouverte                        | 226 m    | 87 175 06-7 | NAE       | 48° 43′ 05″ N, 5° 17′ 29″ E |       | Anciennement Nançois-le-Petit |
| Velaines                       | Arrêt        | 027 : 1,63                              | 1894              | Avant 1950                  | Jamais ouverte                 | 218 m    |             |           | 48° 42′ 19″ N, 5° 17′ 48″ E |       | Velaines (PN no 2). Figure dans le Chaix de 1924, comme PN. Apparaît en 1938. N'apparaît pas en 1941. Apparaît en 1943 et 1945. N'apparaît pas en 1950 ni en 1967. Existe en 1907 lors de l'homologation des tarifs de Saint-Joire. Tarifs homologués en 1894.                                                                                                |
| Ligny                          | Gare         | 027 : 4,412                             | 15 novembre 1875  | 3 mars 1969                 |                                | 227 m    | 87 175 32-3 | LIY       | 48° 41′ 10″ N, 5° 19′ 14″ E |       | |
| Givrauval                      |              | 027 : 7,06                              | Avant 1950        | 3 mars 1969                 | Jamais ouverte                 | 231 m    | 87 175 33-1 | GVV       | 48° 39′ 52″ N, 5° 19′ 59″ E |       | Ne figure pas dans le Chaix de 1924, ni dans celui de 1936, ni en 1938. Figure dans celui de 1950 et de 1967. |
| Menaucourt                     | Gare         | 027 : 9,9                               | 15 novembre 1875  | 3 mars 1969                 |                                | 241 m    | 87 175 36-4 | MNT       | 48° 38′ 38″ N, 5° 21′ 23″ E |       | |
| Naix-aux-Forges                | Arrêt        | 027 : 11,87                             | 1900              | 3 mars 1969                 | Jamais ouverte                 | 249 m    | 87 175 45-5 |           | 48° 38′ 07″ N, 5° 22′ 40″ E |       | Naix-aux-Forges (PN n°4). Figure dans le Chaix de 1924, comme PN. Tarifs homologués en 1900. |
| Saint-Amand (Meuse)            | Arrêt        | 027 : 13,7                              | 8 octobre 1933    | 3 mars 1969                 | Jamais ouverte                 | 247 m    | 87 175 46-3 |           | 48° 37′ 39″ N, 5° 23′ 21″ E |       | St-Amand no 3 PN. Tarifs homologués en 1926. |
| Tréveray                       | Halte        | 027 : 16,13                             | 15 novembre 1875  | 3 mars 1969                 | Jamais ouverte                 | 255 m    | 87 175 47-1 |           | 48° 36′ 41″ N, 5° 23′ 58″ E |       | |
| Laneuville Saint-Joire         | Gare         | 027 : 17,606                            | 15 novembre 1875  | 3 mars 1969                 |                                | 259 m    | 87 175 49-7 | LJE       | 48° 35′ 59″ N, 5° 24′ 06″ E |       | |
| Saint-Joire                    | Arrêt        | 027 : 19,5                              | 1907              | 3 mars 1969                 | Jamais ouverte                 | 265 m    | 87 175 59-6 |           | 48° 36′ 00″ N, 5° 25′ 09″ E |       | Saint-Joire (PN no 5). Tarifs homologués en 1907. |
| Demange-aux-Eaux               | Gare         | 027 : 25,82                             | 15 novembre 1875  | 3 mars 1969                 |                                | 277 m    | 87 175 52-1 |           | 48° 34′ 51″ N, 5° 27′ 59″ E |       | |
| Houdelaincourt                 | Gare         | 027 : 29,13                             | 15 novembre 1875  | 3 mars 1969                 |                                | 282 m    | 87 175 38-0 |           | 48° 33′ 09″ N, 5° 28′ 38″ E |       | |
| Abainville                     | Arrêt        | 027 : 32,11                             | 1893              | 3 mars 1969                 | Jamais ouverte                 | 287 m    | 87 175 39-8 |           | 48° 31′ 43″ N, 5° 29′ 19″ E |       | Abainville (PN no 2). Figure dans le Chaix de 1924, comme PN. Existe en 1907 lors de l'homologation des tarifs de Saint-Joire. Tarifs homologués en 1893. |
| Dainville (Meuse)              | Gare         | 027 : 43,34                             | 11 septembre 1880 | 3 mars 1969                 |                                | 332 m    | 87 175 26-5 |           | 48° 26′ 36″ N, 5° 30′ 51″ E |       | |
| Dainville Bertheléville        | Arrêt        | 027 : 44,69                             | 7 octobre 1934    | 1939 ?                      | Jamais ouverte                 | 336 m    |             |           | 48° 25′ 53″ N, 5° 30′ 41″ E |       | Dainville-Bertheléville n°12 PN. Apparaît en 1938. N'apparaît pas en 1941 ni en 1967. |
| Neuville-sur-Ornain            | Gare         | 070 : 242,2                             | 1927              |                             |                                | 158 m    |             |           | 48° 48′ 59″ N, 5° 02′ 37″ E |       | Ne figure pas dans le Chaix de 1924. Citée dans un journal en 1931. En avril 1874, est délibéré le vœu de création de la halte au sein du conseil général de la Meuse. Tarifs homologués en 1927. |
| Mussey                         | Gare         | 070 : 244,992                           | 27 mai 1851       |                             |                                | 165 m    | 87 175 02-6 | MYX       | 48° 48′ 15″ N, 5° 04′ 09″ E |       | |
| Fains                          | Halte        | 070 : 250,0                             | 27 mai 1851       |                             |                                | 178 m    | 87 175 03-4 |           | 48° 47′ 36″ N, 5° 07′ 34″ E |       | |
| Bar-le-Duc                     | Gare         | 070 : 253,558                           | 27 mai 1851       | Ouverte                     |                                | 185 m    | 87 175 04-2 | BLD       | 48° 46′ 24″ N, 5° 10′ 04″ E |       | |
| Longeville Meuse               | Gare         | 070 : 258,509                           | 15 novembre 1851  |                             |                                | 204 m    | 87 175 05-9 | LGE       | 48° 44′ 39″ N, 5° 13′ 00″ E |       | |
| Silmont                        | Arrêt        | 070 : 261,1                             | 1906              |                             |                                | 212 m    |             |           | 48° 44′ 00″ N, 5° 14′ 54″ E |       | Tarifs homologués comme PN en 1906. Uniquement desservi sur la liaison Bar-le-Duc - Gondrecourt-le-Château. |
| Ernecourt Loxéville            | Gare         | 070 : 275,580                           | 15 novembre 1851  |                             |                                | 308 m    | 87 175 29-9 | ECL       | 48° 45′ 03″ N, 5° 24′ 23″ E |       | |
| Lérouville                     | Gare         | 070 : 288,718 088 : 0,000 089 : 288,718 | 15 novembre 1851  | Ouverte                     | Ouverte                        | 231 m    | 87 175 24-0 | LER       | 48° 47′ 50″ N, 5° 32′ 19″ E |       | |
| Commercy                       | Gare         | 070 : 294,011                           | 15 novembre 1851  | Ouverte                     |                                | 232 m    | 87 175 25-7 | CCY       | 48° 45′ 57″ N, 5° 35′ 19″ E |       | |
| Les Islettes                   | Gare         | 085 : 238,751                           | 12 août 1869      | 15 décembre 2013            |                                | 174 m    | 87 175 71-1 | ISL       | 49° 06′ 22″ N, 5° 00′ 06″ E |       | |
| Clermont-en-Argonne            | Gare         | 085 : 244,150                           | 12 août 1869      | 15 décembre 2013            |                                | 219 m    | 87 175 73-7 | CTA       | 49° 06′ 24″ N, 5° 03′ 54″ E |       | |
| Aubréville                     | Gare         | 085 : 250,2                             | 12 août 1869      | 12 décembre 1972 ?          |                                | 183 m    | 87 175 74-5 | AEV       | 49° 08′ 51″ N, 5° 05′ 08″ E |       | Non desservi en 1975. Le site WikiSARA annonce une mise à voie unique de la section Clermont - Verdun le 12 décembre 1972 et l'article sur la ligne 085 annonce, en citant La Vie du rail, n° 2059 page 41, que la mise à voie unique s'est accompagnée d'une fermeture de certaines gares.                                                                   |
| Dombasle-en-Argonne            | Gare         | 085 : 258,220                           | 14 avril 1870     | 12 décembre 1972 ?          |                                | 214 m    | 87 175 75-2 | DAA       | 49° 08′ 20″ N, 5° 10′ 59″ E |       | Non desservi en 1975. Le site WikiSARA annonce une mise à voie unique de la section Clermont - Verdun le 12 décembre 1972 et l'article sur la ligne 085 annonce, en citant La Vie du rail, n° 2059 page 41, que la mise à voie unique s'est accompagnée d'une fermeture de certaines gares.                                                                   |
| Baleycourt                     | Gare         | 085 : 269,957                           | 14 avril 1870     | 12 décembre 1972 ?          |                                | 225 m    | 87 175 76-0 | BYC       | 49° 08′ 09″ N, 5° 18′ 32″ E |       | Baleicourt en 1924. Non desservi en 1975. Le site WikiSARA annonce une mise à voie unique de la section Clermont - Verdun le 12 décembre 1972 et l'article sur la ligne 085 annonce, en citant La Vie du rail, n° 2059 page 41, que la mise à voie unique s'est accompagnée d'une fermeture de certaines gares.                                               |
| Verdun                         | Gare         | 085 : 276,300 088 : 54,346              | 14 avril 1870     | Ouverte                     |                                | 200 m    | 87 175 77-8 | VDN       | 49° 09′ 56″ N, 5° 22′ 45″ E |       | |
| Eix Abaucourt                  | Gare         | 085 : 288,727                           | 7 juin 1873       | 27 juillet 1973 ?           |                                | 237 m    | 87 175 78-6 | EAB       | 49° 11′ 30″ N, 5° 31′ 03″ E |       | Non desservi en 1975. Le site WikiSARA annonce une mise à voie unique de la section Verdun - Étain le 27 juillet 1973 et l'article sur la ligne 085 annonce, en citant La Vie du rail, n° 2059 page 41, que la mise à voie unique s'est accompagnée d'une fermeture de certaines gares.                                                                       |
| Étain                          | Gare         | 085 : 298,103                           | 7 juin 1873       | Ouverte                     |                                | 206 m    | 87 175 79-4 | ET        | 49° 12′ 24″ N, 5° 38′ 31″ E |       | |
| Buzy                           | Gare         | 085 : 304,886                           | 7 juin 1873       | 5 août 1973 ?               |                                | 197 m    | 87 175 80-2 | XJB       | 49° 10′ 20″ N, 5° 42′ 40″ E |       | Non desservi en 1975. Le site WikiSARA annonce une mise à voie unique de la section Étain - Conflans-Jarny le 5 août 1973 et l'article sur la ligne 085 annonce, en citant La Vie du rail, n° 2059 page 41, que la mise à voie unique s'est accompagnée d'une fermeture de certaines gares.                                                                   |
| Sampigny                       | Gare         | 088 : 3,810                             | 28 novembre 1874  |                             |                                | 228 m    | 87 175 60-4 | SZY       | 48° 49′ 33″ N, 5° 30′ 51″ E |       | |
| Les Kœurs                      | Gare         | 088 : 9,3                               | 28 novembre 1874  |                             |                                | 221 m    | 87 175 61-2 | KOE       | 48° 51′ 31″ N, 5° 29′ 25″ E |       | |
| Saint-Mihiel                   | Gare         | 088 : 16,840                            | 28 novembre 1874  |                             |                                | 219 m    | 87 175 62-0 | SMH       | 48° 53′ 46″ N, 5° 32′ 16″ E |       | |
| Dompcevrin                     | Arrêt        | 088 : 22,070                            | 1893              |                             | Jamais ouverte                 | 216 m    |             |           | 48° 55′ 47″ N, 5° 29′ 30″ E |       | En 1924, Dompcevrin no 3 (PN). Tarifs homologués en 1903. Tarifs homologués en 1893. |
| Bannoncourt                    | Gare         | 088 : 25,540                            | 28 novembre 1874  |                             |                                | 219 m    | 87 175 63-8 |           | 48° 57′ 37″ N, 5° 29′ 57″ E |       | |
| Woimbey                        | Halte        | 088 : 29,270                            | 28 novembre 1874  |                             |                                | 213 m    |             |           | 48° 58′ 40″ N, 5° 28′ 05″ E |       | |
| Tilly-sur-Meuse                | Arrêt        | 088 : 33,090                            | 1893              |                             | Jamais ouverte                 | 212 m    |             |           | 49° 00′ 16″ N, 5° 26′ 13″ E |       | En 1924, Tilly no 2 (PN). Tarifs homologués en 1903. Tarifs homologués en 1893. |
| Villers Benoîte-Vaux           | Gare         | 088 : 35,050                            | 28 novembre 1874  |                             |                                | 209 m    | 87 175 64-6 | VBV       | 49° 01′ 02″ N, 5° 25′ 14″ E |       | |
| Monthairons                    | Arrêt        | 088 :                                   | 1893              |                             | Jamais ouverte                 | 206 m    |             |           | 49° 02′ 57″ N, 5° 24′ 51″ E |       | En 1924, Monthairons no 2 (PN). Tarifs homologués en 1903. Tarifs homologués en 1893. |
| Ancemont                       | Gare         | 088 : 41,239                            | 28 novembre 1874  |                             |                                | 204 m    | 87 175 65-3 | ACM       | 49° 04′ 16″ N, 5° 24′ 37″ E |       | |
| Dugny                          | Gare         | 088 : 46,435                            | 28 novembre 1874  |                             |                                | 217 m    | 87 175 66-1 | DU        | 49° 06′ 41″ N, 5° 23′ 09″ E |       | |
| Charny-sur-Meuse               | Gare         | 088 : 60,8                              | 22 novembre 1875  |                             |                                | 199 m    | 87 175 67-9 | CJM       | 49° 12′ 22″ N, 5° 21′ 27″ E |       | |
| Marre                          | Arrêt        | 088 : 65,23                             | 1897              |                             |                                | 191 m    |             |           | 49° 12′ 46″ N, 5° 18′ 18″ E |       | En 1924, Marre no 2 (PN). Tarifs homologués en 1897. |
| Chattancourt Cumières          | Gare         | 088 : 67,2                              | 22 novembre 1875  |                             |                                | 190 m    | 87 175 68-7 | HTU       | 49° 13′ 17″ N, 5° 16′ 59″ E |       | |
| Regnéville-sur-Meuse           | Halte        | 088 : 72,690                            | 22 novembre 1875  |                             |                                | 197 m    |             |           | 49° 15′ 06″ N, 5° 19′ 19″ E |       | En 1924, Regnéville (halte) |
| Consenvoye                     | Gare         | 088 : 77,620                            | 22 novembre 1875  |                             |                                | 185 m    | 87 175 69-5 | CON       | 49° 16′ 57″ N, 5° 16′ 30″ E |       | |
| Sivry-sur-Meuse                | Arrêt        | 088 :                                   | 1894              |                             |                                | 180 m    |             |           | 49° 19′ 12″ N, 5° 15′ 14″ E |       | En 1924, Sivry-sur-Meuse (PN). Ouverture annoncée en 1894 |
| Vilosnes Sivry-sur-Meuse       | Gare         | 088 : 84,570                            | 22 novembre 1875  |                             |                                | 180 m    |             |           | 49° 19′ 27″ N, 5° 14′ 05″ E |       | |
| Brieulles-sur-Meuse            | Gare         | 088 : 88,420                            | 22 novembre 1875  |                             |                                | 178 m    | 87 172 83-3 | BMS       | 49° 20′ 06″ N, 5° 11′ 16″ E |       | |
| Dun Doulcon                    | Gare         | 088 : 94,070 213 : 29,0                 | 22 novembre 1875  |                             |                                | 175 m    | 87 172 81-7 | DDN       | 49° 22′ 55″ N, 5° 10′ 40″ E |       | |
| Sassey                         | Arrêt        | 088 : 98,160                            | 1893              |                             |                                | 174 m    |             |           | 49° 24′ 49″ N, 5° 11′ 24″ E |       | En 1924, Sassey no 3 (PN). Ouverture en 1893. Tarifs homologués en 1893. |
| Saulmory Montigny              | Gare         | 088 : 100,720                           | 21 février 1876   |                             |                                | 174 m    | 87 173 04-7 | SQM       | 49° 26′ 01″ N, 5° 10′ 23″ E |       | |
| Stenay                         | Gare         | 088 : 107,8                             | 21 février 1876   |                             |                                | 168 m    | 87 172 77-5 | STY       | 49° 29′ 38″ N, 5° 10′ 15″ E |       | |
| Inor                           | Halte        | 088 : 113,610                           | 1894              |                             |                                | 167 m    |             |           | 49° 32′ 30″ N, 5° 09′ 29″ E |       | Halte ou arrêt ? Ouverture annoncée en 1894. |
| Pouilly                        | Gare         | 088 : 117,510                           | 12 août 1876      |                             |                                | 164 m    | 87 194 03-5 | PWW       | 49° 32′ 11″ N, 5° 06′ 59″ E |       | |
| Girauvoisin Saint-Julien       | Gare         | 089 : 295,540                           | 15 mai 1931       |                             |                                | 251 m    | 87 141 28-3 | GSJ       | 48° 48′ 36″ N, 5° 37′ 09″ E |       | |
| Le Neuf-Moulin                 | Halte        | 089 : 299,1                             | 15 mai 1931       |                             |                                | 240 m    |             |           | 48° 49′ 04″ N, 5° 39′ 49″ E |       | |
| Rambucourt Bouconville         | Gare         | 089 : 305,388                           | 15 mai 1931       |                             |                                | 233 m    | 87 175 81-0 | RAC       | 48° 50′ 34″ N, 5° 44′ 23″ E |       | |
| Arrancy                        | Gare         | 095 : 6,270                             | 10 décembre 1877  |                             |                                | 249 m    | 87 194 28-2 | ARE       | 49° 24′ 49″ N, 5° 39′ 44″ E |       | |
| Spincourt                      | Gare         | 095 : 16,166                            | 10 décembre 1877  |                             |                                | 236 m    | 87 194 29-0 | SPQ       | 49° 19′ 48″ N, 5° 40′ 12″ E |       | |
| Baroncourt                     | Gare         | 095 : 22,317 213 : 74,3 218 : 0,000     | 10 décembre 1877  | Ouverte                     |                                | 241 m    | 87 192 65-8 | BRT       | 49° 17′ 04″ N, 5° 41′ 59″ E |       | |
| Montmédy                       | Gare         | 201 : 207,255 204 : 207,255             | 28 avril 1862     | Ouverte                     |                                | 199 m    | 87 194 20-9 | MDY       | 49° 31′ 23″ N, 5° 22′ 18″ E |       | |
| Écouviez                       | Gare         | 201 : 213,9                             | 1er avril 1881    | 17 octobre 1938             | 1985                           | 193 m    | 87 194 70-4 | IEZ       | 49° 31′ 29″ N, 5° 27′ 25″ E |       | |
| Lamouilly                      | Gare         | 204 : 195,006                           | 28 avril 1862     |                             |                                | 176 m    | 87 172 43-7 | LMI       | 49° 32′ 41″ N, 5° 14′ 09″ E |       | |
| Chauvency                      | Gare         | 204 : 201,353                           | 28 avril 1862     |                             |                                | 182 m    | 87 172 44-5 | HLT       | 49° 31′ 08″ N, 5° 18′ 08″ E |       | |
| Velosnes Torgny                | Halte        | 204 : 214,241                           | 1er août 1862     |                             |                                | 193 m    | 87 194 24-1 | VTG       | 49° 30′ 24″ N, 5° 27′ 40″ E |       | |
| Someilles Nettancourt          | Gare         | 210 : 99,1                              | 10 décembre 1882  |                             |                                | 151 m    | 87 175 70-3 |           | 48° 53′ 08″ N, 4° 56′ 39″ E |       | |
| Romagne Bantheville            | Gare         | 213 : 17,7                              | 12 avril 1935     | Jamais ouverte              |                                | 203 m    |             |           | 49° 20′ 30″ N, 5° 05′ 25″ E |       | |
| Damvillers Peuvillers          | Gare         | 213 : 49,3                              | 12 avril 1935     | Jamais ouverte              |                                | 202 m    |             |           | 49° 21′ 29″ N, 5° 23′ 56″ E |       | |
| Billy Mangiennes               | Gare         | 213 : 60,3                              | 12 avril 1935     | Jamais ouverte              |                                | 210 m    |             |           | 49° 20′ 48″ N, 5° 31′ 41″ E |       | |
| Bouligny                       | Halte        | 218 : 4,298                             | 25 janvier 1907   |                             |                                | 270 m    | 87 192 81-5 | BOL       | 49° 17′ 36″ N, 5° 44′ 23″ E |       | |

## Gares ferroviaires des lignes du réseau d’intérêt local

### Lignes à voie normale
| Nom | Type de gare | Ligne(s) et PK | Date d'ouverture | Date de fermeture voyageurs | Date de fermeture marchandises | Altitude | Code UIC | Code TR3A | Coordonnées | Image | Remarques |
| --- | ------------ | -------------- | ---------------- | --------------------------- | ------------------------------ | -------- | -------- | --------- | ----------- | ----- | --------- |

### Lignes à voie métrique
| Nom | Type de gare | Ligne(s) et PK | Date d'ouverture | Date de fermeture voyageurs | Date de fermeture marchandises | Altitude | Code UIC | Code TR3A | Coordonnées | Image | Remarques |
| --- | ------------ | -------------- | ---------------- | --------------------------- | ------------------------------ | -------- | -------- | --------- | ----------- | ----- | --------- |